# Ionuț Radu
Ionuț Andrei Radu (Bucareste, 28 de maio de 1997), conhecido apenas como Ionuț Radu ou ainda Andrei Radu, é um futebolista romeno que atua como goleiro. Atualmente defende o Celta de Vigo e a Seleção Romena.

## Carreira

### Categorias de base
Descoberto no Viitorul Bucareste depois que seu avô leu um anúncio de jornal, Radu passou ainda pela base dos rivais locais Steaua (atual FCSB) e Dinamo antes de se mudar para a Itália em 2013 para jogar nos juniores do Pergolettese por um curto período antes de se juntar à equipe Primavera da Internazionale.

### Primeiro jogo como profissional e empréstimos
Sua estreia profissional foi na última rodada da Série A de 2015–16, substituindo Juan Pablo Carrizo aos 27 minutos do segundo tempo na derrota por 3 a 1 para o Sassuolo. Em outubro de 2015, renovou seu contrato com os Nerazzurri por mais 4 temporadas, mas não foi utilizado em nenhuma partida da Internazionale na temporada seguinte.
Em julho de 2017, foi emprestado ao Avellino, onde atuaria em 24 jogos (22 pela Série B e 2 pela Copa da Itália, e um ano depois, foi emprestado ao Genoa, que teria a opção de compra ao final da temporada. Enrico Preziosi, presidente dos Grifoni, afirmou que o valor pago pelo goleiro foi de 9 milhões de euros, o que tornaria Radu o atleta romeno de sua posição mais caro, enquanto o relatório financeiro da Internazionale mostrou que o valor era de 8 milhões. O acordo incluía ainda uma cláusula de recompra não revelada
Após o Genoa escalar Federico Marchetti como titular nos 4 primeiros jogos, Radu estreou pelo clube contra o Chievo, que sairia derrotado por 2 a 0. Considerado culpado em vários gols, incluindo um de Cristiano Ronaldo no empate por 1 a 1 com a Juventus e outro de Alessio Romagnoli na derrota por 2 a 1 para o Milan, o goleiro recebeu apoio do treinador Ivan Jurić, que creditou a pouca idade como principal causa dos erros de Radu, que ainda sofreria 5 gols da Internazionale (detentora de seus direitos federativos). Mesmo com a irregularidade, o goleiro foi indicado para melhor Futebolista Romeno do ano de 2018 pela revista Gazeta Sporturilor e incluído na lista dos 50 melhores jogadores de futebol jovens a serem observados em 2019 no site da UEFA. Comprado de volta pela Internazionale por 12 milhões de euros, Radu foi reemprestado ao Genoa e recebeu o prêmio de futebolista romeno do ano de 2019 pela mesma publicação, mas deixou os Grifoni na janela de transferências de 2020 após uma sequência de atuações abaixo do esperado.

### Retorno á Internazionale, nova sequência de empréstimos e contratação pelo Venezia
Reintegrado ao elenco da Internazionale, Radu foi emprestado ao Parma até o final da temporada, porém não entrou em campo nenhuma vez. Ele ainda chegou a jogar 2 vezes pela Série A de 2020–21 (vencida pelos Nerazzurri) e voltaria a atuar em abril de 2022, falhando no gol de Nicola Sansone na vitória por 2 a 1 para o Bologna, além de uma partida pela Copa nacional.
Ainda vinculado aos Nerazzurri, foi emprestado para Cremonese, Auxerre e Bournemouth até fevereiro de 2025, quando o Venezia anunciou a contratação de Radu para suprir a ausência do lesionado Filip Stanković.

## Carreira internacional
Com passagem pela seleção Sub-21, Radu foi convocado pela primeira vez à seleção principal da Romênia em maio de 2019 para os jogos contra Noruega e Malta, pelas eliminatórias da Eurocopa de 2020, mas não entrou em campo. O goleiro faria sua estreia como titular em setembro de 2022, no empate por 1 a 1 com a Finlândia.

## Vida pessoal
Ainda na época que jogava nas categorias de base do Viitorul Bucareste, Radu perdeu uma irmã aos 14 anos de idade, em 2006, e usava uma camisa que tinha a foto dela estampada sob o uniforme. É também primo do zagueiro Andrei Radu, com quem compartilha seu segundo prenome.

## Títulos
Internazionale
- Série A: 2020–21
- Copa da Itália: 2021–22
- Supercopa da Itália: 2021

### Individuais
- Futebolista Romeno do ano pela revista Gazeta Sporturilor: 2019[35]